# Xenix

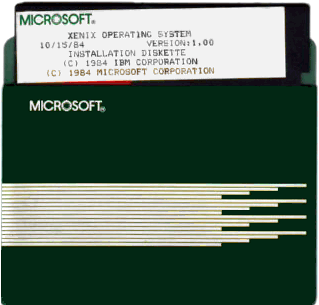
Xenix-diskett från Microsoft.

Xenix, Unixvariant från Microsoft framtagen sent på 1970-talet. Microsoft sålde inte Xenix direkt till slutanvändarna utan licensierade istället ut det till andra företag såsom Intel, Tandy och SCO vilka sedan sålde det vidare till slutanvändarna. År 1983 släppte SCO den första versionen av Xenix.